# 新潟市
新潟市（日语：／ Niigata shi */?）是位於日本新潟縣東北部（下越地方）的市，為新潟縣首府，地處日本最長河流信濃川的入海口，是本州日本海側地區與北陸信越地方的第一大城、以及唯一的政令指定都市。身為港埠都市，新潟的開發歷史悠久，至江戶時代已是日本海沿岸重要港口之一，為幕末美日修好通商條約開港五港之一，現在也是水陸交通的要衝。經過2005年的市町村合併後，全市人口超過80萬，並在2007年成為本州日本海側地區首個政令指定都市。

## 市名由來
「新潟」這一地名首次出現在1520年（永正17年）。至於由來有多種說法，但均與位處信濃川河口的地理位置有關：
- 原本信濃川的河口區域形成了名叫「新潟」的潟湖。
- 信濃川的河中沙洲中有個新的內陸海灣，並在此形成了一個新的潟湖[5]。
- 信濃川的河口區域因地形變化形成的新島嶼上有個稱為「新方」（新方／にいかた）的村鎮，之後被訛稱為「新潟」。
- 原本位於新潟島海濱區域的村落移轉到今日新潟市區的古町（日语：古町 (新潟市)），此村落相對於原本的海濱村落而稱為「新方」，但日語讀音從變化為，後來名稱中的「方」字被轉寫成日語讀音相同的「潟」字。

過去日本曾「新潟」、「新泻」並用。在印刷技術普及和1981年「潟」字納入常用漢字後，字已經較少使用。但中文受過去日文写法影響，而經常將新潟誤寫為「／」。新潟地方政府為此特地公告正名，要求使用「新潟」這一正確名稱。
1950年代之前，信濃川左岸的新潟島中央水路密集，並在河畔種植眾多柳樹，因此新潟市又有「水之都」、「柳都」的雅稱。

## 历史

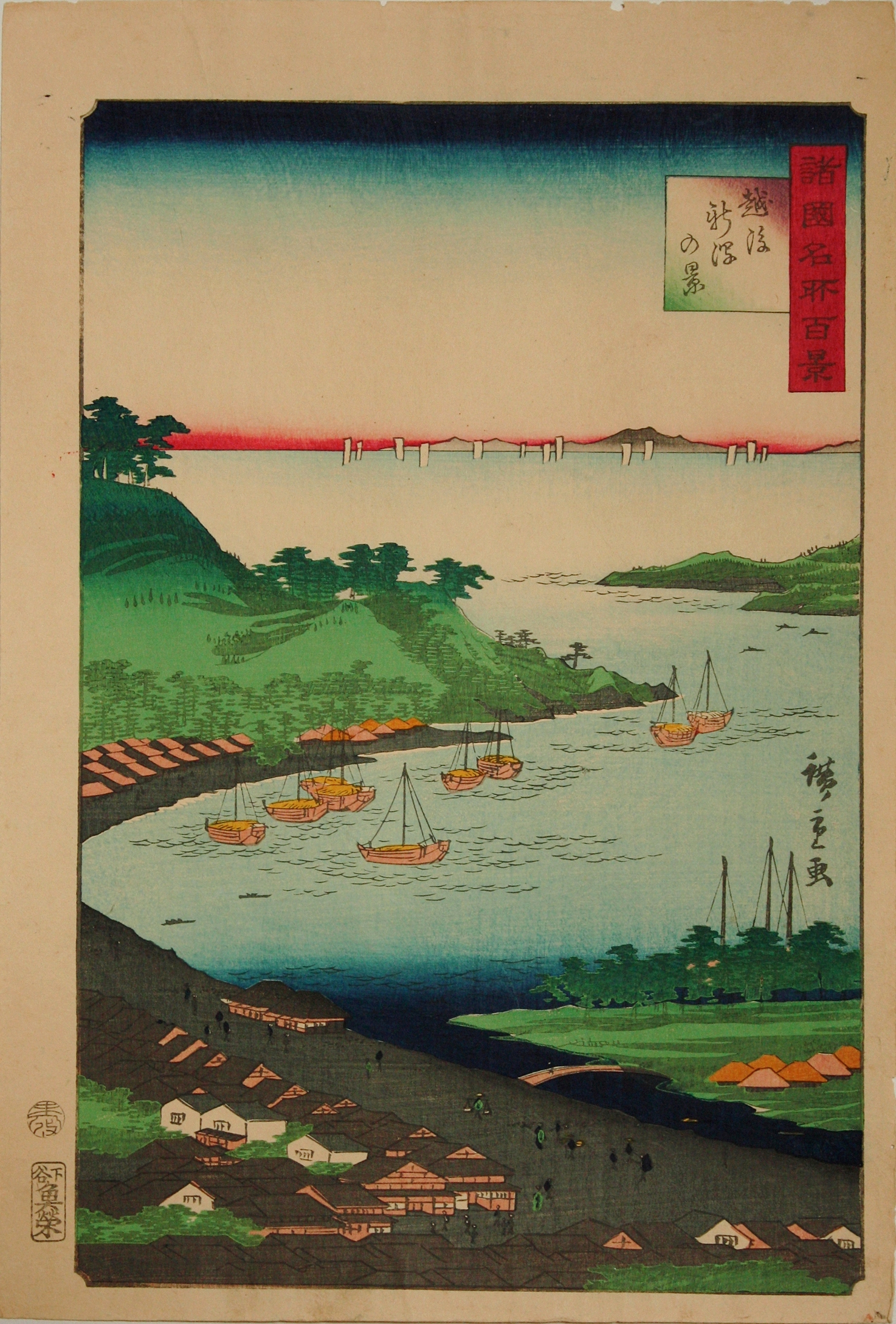
二代目歌川廣重筆下的1859年（安政6年）時的新潟

新潟市內發現了三處舊石器時代的遺跡，此為新潟市最早人類活動的證明。至繩文時代前期，人類在新潟市的活動範圍已經擴大到平原。彌生時代時，新潟市已經開始出現大規模集落。古墳時代前期時，新潟市處於大和王權支配之下，是和人勢力和北方勢力交流的前線。奈良時代之後，隨著律令制的整備，新潟市以阿賀野川為界，北側被劃入越後國沼垂郡，南側劃入越後國蒲原郡。信濃川河口的蒲原津在當時已經是越後國重要的交通要衝。平安時代末期之後，新潟市的領主頻繁變更。在南北朝時代，新潟市屬於南朝勢力較強的地區。至16世紀時，「新潟」這一地名已經出現。16世紀後期時，越後國被上杉氏統一，新潟市亦屬於上杉氏統治地區。1598年（慶長3年），上杉景勝被豐臣秀吉下令移封會津地方，此後新潟又進入了一段領主頻繁更換的時期。在江戶時代，新潟市大部分地區屬於長岡藩。這一時期，信濃川和阿賀野川下游地區的農業開發得到明顯進展，成長為日本一大糧倉地區，加上這一時期日本海航運的發展，新潟成為日本海沿岸規模最大的港口之一。新潟也因其地理位置和重要的貿易地位而成為一大走私貿易據點，為此幕府在1843年（天保14年）將新潟定為幕府直轄領地，設置新潟奉行，加強對新潟的控制。

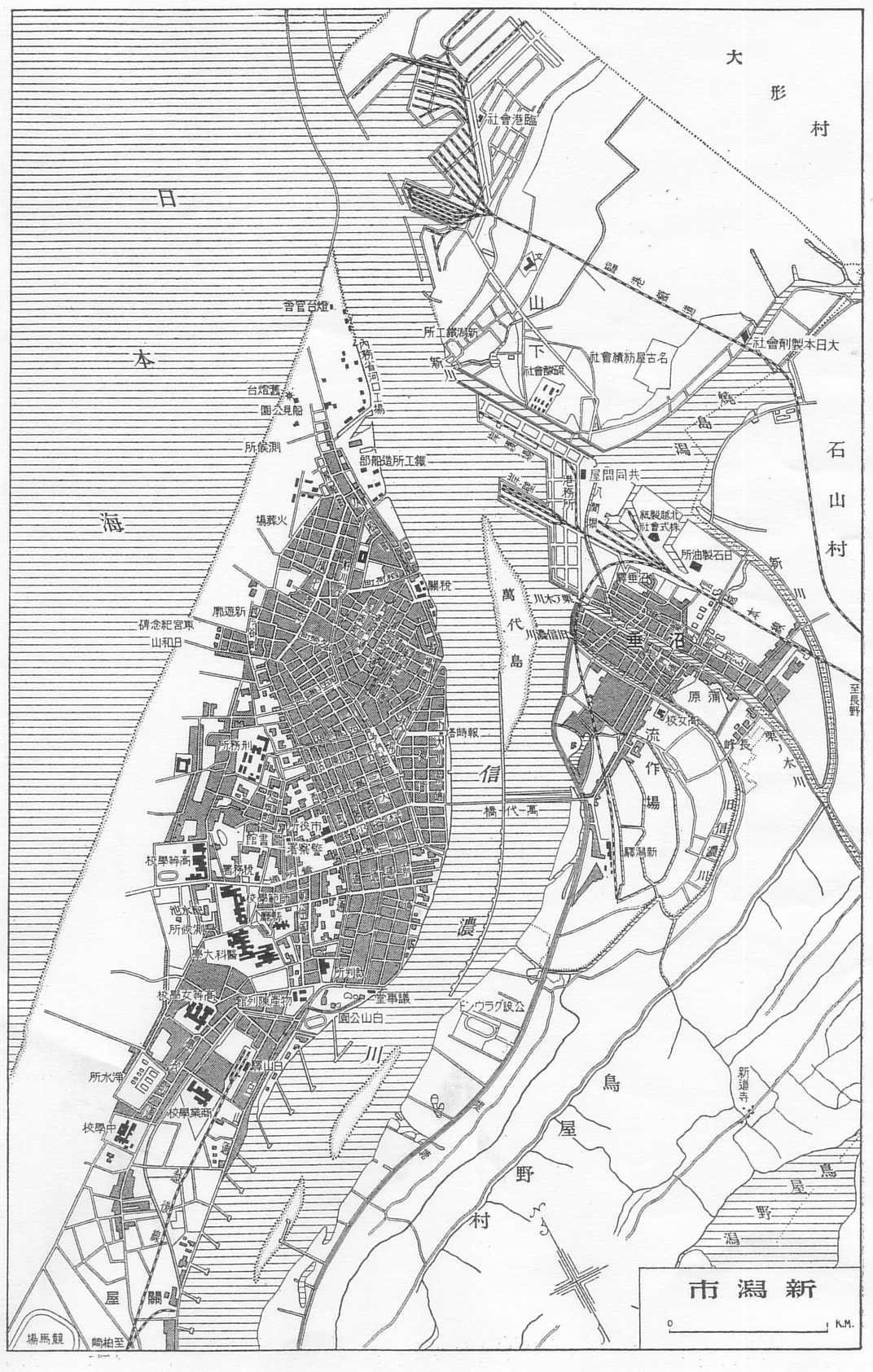
1930年時的新潟市地圖

1858年（安政5年）美日修好通商條約簽訂之後，新潟成為最初對外國開放的開港五港之一，也是開港五港中唯一一個位於日本海沿岸的港口。然而由於戊辰戰爭的影響，新潟直到1869年才正式開港。1871年廢藩置縣之後，新潟被定為新成立的新潟縣的縣廳所在地（首府），開始了近代化進程。1889年，新潟實施市制，新潟市正式誕生。在19世紀和20世紀之交，隨著鐵路的開通和油田的開發，日本石油等企業在新潟設廠，新潟市的工業急速發展:35。新潟市由於地勢低濕導致洪水頻發，直到1922年大河津分水竣工後，洪水對新潟市的威脅大幅減輕，並使得新潟港口的疏浚工程成為可能。1926年，新潟港的縣營碼頭竣工，港口規模大幅擴大。新潟港自1920年代末期開始先後開通前往朝鮮半島、滿洲等地的航路。1931年上越線全線開通之後，新潟港成為自東京出發經鐵路前往亞洲大陸最近的日本海沿岸港口，戰略地位大幅提高，成為日本對亞洲大陸的重要戰略據點:169。太平洋戰爭（二戰東方戰場）開始之後，新潟市的軍需工廠更明顯增加，新潟港的貨物吞吐量更在1944年創下新高。新潟由於其重要的戰略地位而被美軍列入投放原子彈的候選地點之一。在廣島市、長崎市相繼被投下原子彈之後，日本政府認為新潟市有可能是下一個遭到原子彈攻擊的城市，並於1945年8月10日下令疏散新潟市內民眾，這使得新潟成為史上唯一假定遭到核彈攻擊並疏散市民的城市，也讓新潟市在幾近無人的狀態下迎來了二戰的終結。
二戰隨著日本投降結束後，日本進入盟軍佔領時期，新潟市也受到驻日盟军总司令部（GHQ）管制。這一時期出現物資不足等混亂情況，同時佔領軍實施的土地改革使得地主制消失，社會發生急劇變動。1950年代之後，新潟市工業和港口機能已恢復到歷史最高水準。同一時期，新潟市先後發生了新潟大火（1955年）和1964年新潟地震（1964年）兩次大規模災害，新潟市中心受災嚴重。這兩次災害之後新潟市的住宅和工廠向郊外遷移趨勢顯著，大幅改變了新潟市的都市結構。經濟的高速發展雖然使得市民的生活水平顯著提高，卻也給新潟市帶來了嚴重的公害問題。新潟市身為日本海側交通樞紐的地位在1960年代之後進一步提高。1969年，新潟東港竣工，成為日本海側一大貿易據點，並確立和偏重客運的新潟西港的分工。1982年上越新幹線的開通使得新潟和東京之間的交通有了飛躍性的提高。此後隨著關越自動車道、北陸自動車道、磐越自動車道三條高速公路的相繼開通，新潟已成為北日本重要的陸上交通節點之一，在高速公路網方面亦成為本州日本海沿岸地區的樞紐。新潟市在1996年成為中核市之後:501，更在2007年升格為政令指定都市。現在新潟市正以「田園型政令都市」作為發展目標，期待成為環日本海地區國際交流的據點都市。

## 地理

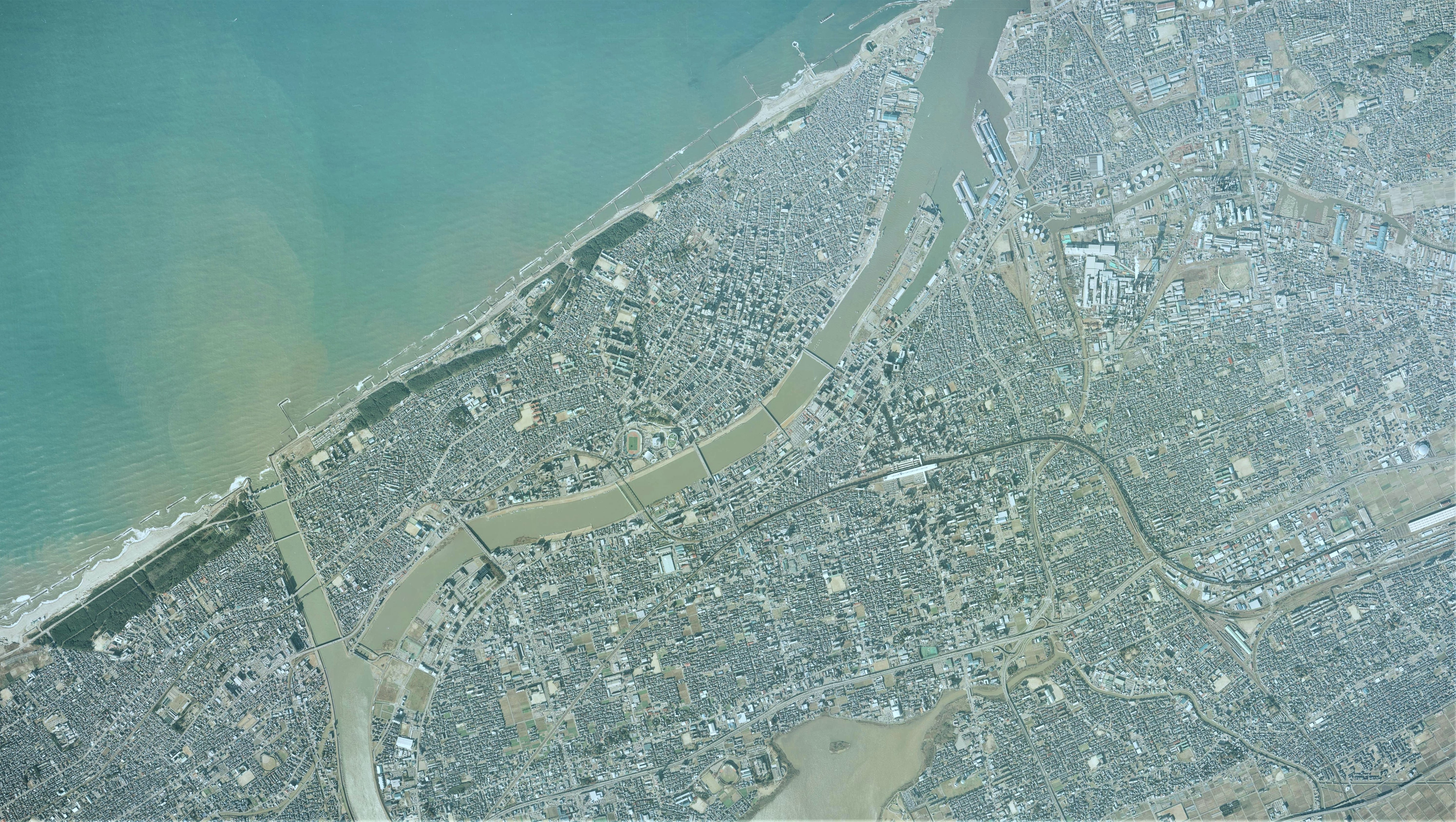
新潟市中心衛星空照圖（1995年攝）

新潟市地處越後平原的近乎中央處，是信濃川和阿賀野川的入海處。越後平原是由河川沖積而成的平原，也是日本最大的沖積平原，因此新潟市大部分地區地勢低平。新潟市區中心部分所在的新潟島亦被大海和河川環繞:176。新潟低平多濕的地形特徵也體現在新潟市多潟湖和濕地這一特點上，然而近代以來由於人工開發導致許多潟湖和濕地被除濕或填平為市區用地。現在新潟市仍有鳥屋野潟、佐潟、福島潟等潟湖，其中佐潟在1997年被列入濕地公約加以保護。新新潟市海岸線沿岸地區有眾多沙丘，其中自北區至西蒲區角田山北麓的海岸線是新潟沙丘，全長70公里，是日本最大的海岸沙丘。新潟市的山區和丘陵部分則多位於西部的西蒲區和南部的秋葉區。西部的弥彥山脈被劃入佐渡弥彥米山國定公園。南部的新津丘陵在明治和大正時期曾是石油產地。由於新潟地盤極為軟弱，因此在地震時期表層晃動幅度極大，容易發生土壤液化現象。

### 氣候
新潟市屬於日本海側氣候，冬季濕度高，在夏季則容易發生焚風現象，有時會出現短時間內氣溫急劇上升的現象。新潟市大致自3月開始積雪融化，晴天日數增加，宣告春季的到來。6月之後隨著梅雨的到來，新潟市進入夏季。自5月至10月期間新潟市的日照時間超過東京，顯示新潟市冬夏的氣候特徵迥然不同。秋季之後，新潟市的溫差開始擴大，並在11月底至12月開始進入冬季。新潟市冬季多陰天或雪天，但和北陸地方其他都市相比新潟市積雪量較少。
| 新潟地方氣象台（1981年 - 2010年） | 新潟地方氣象台（1981年 - 2010年） | 新潟地方氣象台（1981年 - 2010年） | 新潟地方氣象台（1981年 - 2010年） | 新潟地方氣象台（1981年 - 2010年） | 新潟地方氣象台（1981年 - 2010年） | 新潟地方氣象台（1981年 - 2010年） | 新潟地方氣象台（1981年 - 2010年） | 新潟地方氣象台（1981年 - 2010年） | 新潟地方氣象台（1981年 - 2010年） | 新潟地方氣象台（1981年 - 2010年） | 新潟地方氣象台（1981年 - 2010年） | 新潟地方氣象台（1981年 - 2010年） | 新潟地方氣象台（1981年 - 2010年） |
| 月份                              | 1月                               | 2月                               | 3月                               | 4月                               | 5月                               | 6月                               | 7月                               | 8月                               | 9月                               | 10月                              | 11月                              | 12月                              | 全年                              |
| --------------------------------- | --------------------------------- | --------------------------------- | --------------------------------- | --------------------------------- | --------------------------------- | --------------------------------- | --------------------------------- | --------------------------------- | --------------------------------- | --------------------------------- | --------------------------------- | --------------------------------- | --------------------------------- |
| 历史最高温 °C（°F）               | 15.3 (59.5)                       | 21.3 (70.3)                       | 25.1 (77.2)                       | 30.7 (87.3)                       | 32.9 (91.2)                       | 35.0 (95.0)                       | 38.5 (101.3)                      | 39.9 (103.8)                      | 37.1 (98.8)                       | 33.3 (91.9)                       | 27.2 (81.0)                       | 23.6 (74.5)                       | 39.9 (103.8)                      |
| 平均高温 °C（°F）                 | 4.9 (40.8)                        | 5.8 (42.4)                        | 9.4 (48.9)                        | 15.9 (60.6)                       | 20.4 (68.7)                       | 24.3 (75.7)                       | 28.0 (82.4)                       | 30.6 (87.1)                       | 25.5 (77.9)                       | 20.3 (68.5)                       | 14.0 (57.2)                       | 8.5 (47.3)                        | 17.3 (63.1)                       |
| 日均气温 °C（°F）                 | 2.4 (36.3)                        | 2.7 (36.9)                        | 5.7 (42.3)                        | 11.0 (51.8)                       | 16.4 (61.5)                       | 20.5 (68.9)                       | 24.3 (75.7)                       | 26.4 (79.5)                       | 22.5 (72.5)                       | 16.3 (61.3)                       | 10.3 (50.5)                       | 5.2 (41.4)                        | 13.6 (56.5)                       |
| 平均低温 °C（°F）                 | −0.2 (31.6)                       | −0.1 (31.8)                       | 2.1 (35.8)                        | 6.6 (43.9)                        | 12.5 (54.5)                       | 17.6 (63.7)                       | 21.3 (70.3)                       | 23.0 (73.4)                       | 18.8 (65.8)                       | 12.7 (54.9)                       | 6.7 (44.1)                        | 2.3 (36.1)                        | 10.3 (50.5)                       |
| 历史最低温 °C（°F）               | −11.7 (10.9)                      | −13.0 (8.6)                       | −6.4 (20.5)                       | −2.5 (27.5)                       | 2.0 (35.6)                        | 6.7 (44.1)                        | 11.4 (52.5)                       | 14.5 (58.1)                       | 7.9 (46.2)                        | 3.0 (37.4)                        | −1.8 (28.8)                       | −9.5 (14.9)                       | −13.0 (8.6)                       |
| 平均降水量 mm（）                 | 186.0 (7.32)                      | 122.4 (4.82)                      | 112.6 (4.43)                      | 91.7 (3.61)                       | 104.1 (4.10)                      | 127.9 (5.04)                      | 192.1 (7.56)                      | 140.6 (5.54)                      | 155.1 (6.11)                      | 160.3 (6.31)                      | 210.8 (8.30)                      | 217.4 (8.56)                      | 1,821 (71.69)                     |
| 平均降雪量 cm（）                 | 91 (36)                           | 73 (29)                           | 19 (7.5)                          | 0 (0)                             | 0 (0)                             | 0 (0)                             | 0 (0)                             | 0 (0)                             | 0 (0)                             | 0 (0)                             | 2 (0.8)                           | 30 (12)                           | 217 (85)                          |
| 月均日照時數                      | 58.2                              | 78.6                              | 133.2                             | 169.8                             | 202.1                             | 168.5                             | 160.1                             | 211.1                             | 162.8                             | 140.1                             | 89.9                              | 60.5                              | 1,631.9                           |
| 来源1：日本气象厅                 |                                   |                                   |                                   |                                   |                                   |                                   |                                   |                                   |                                   |                                   |                                   |                                   |                                   |
| 来源2：日本气象厅（记录）         |                                   |                                   |                                   |                                   |                                   |                                   |                                   |                                   |                                   |                                   |                                   |                                   |                                   |

### 人口
1920年時，新潟市的人口有92,130人。此後隨著都市的發展和市域範圍的擴大，新潟市人口穩定增加。1940年時，新潟市有人口150,903人，1960年時，這一數字已經倍增到314,528人。進入1980年代之後，由於少子化的進行，新潟市人口增長速度趨緩。1990年時，新潟市有人口486,097人。2005年，因進行大規模市町村合併，新潟市人口增加到785,134人。截至2017年3月1日的統計，新潟市總人口數為806,113人。
近年新潟市人口已經轉趨減少。新潟市的範圍中以東區和中央區人口密度最高，這兩個區的絕大部分地區都是人口集中地區，西區次之，其他區的人口密度則相對較低。和同等規模的政令指定都市相比，新潟市的出生率較低。現在新潟市已經將降低人口減少速度作為市政要務之一。

## 行政區劃

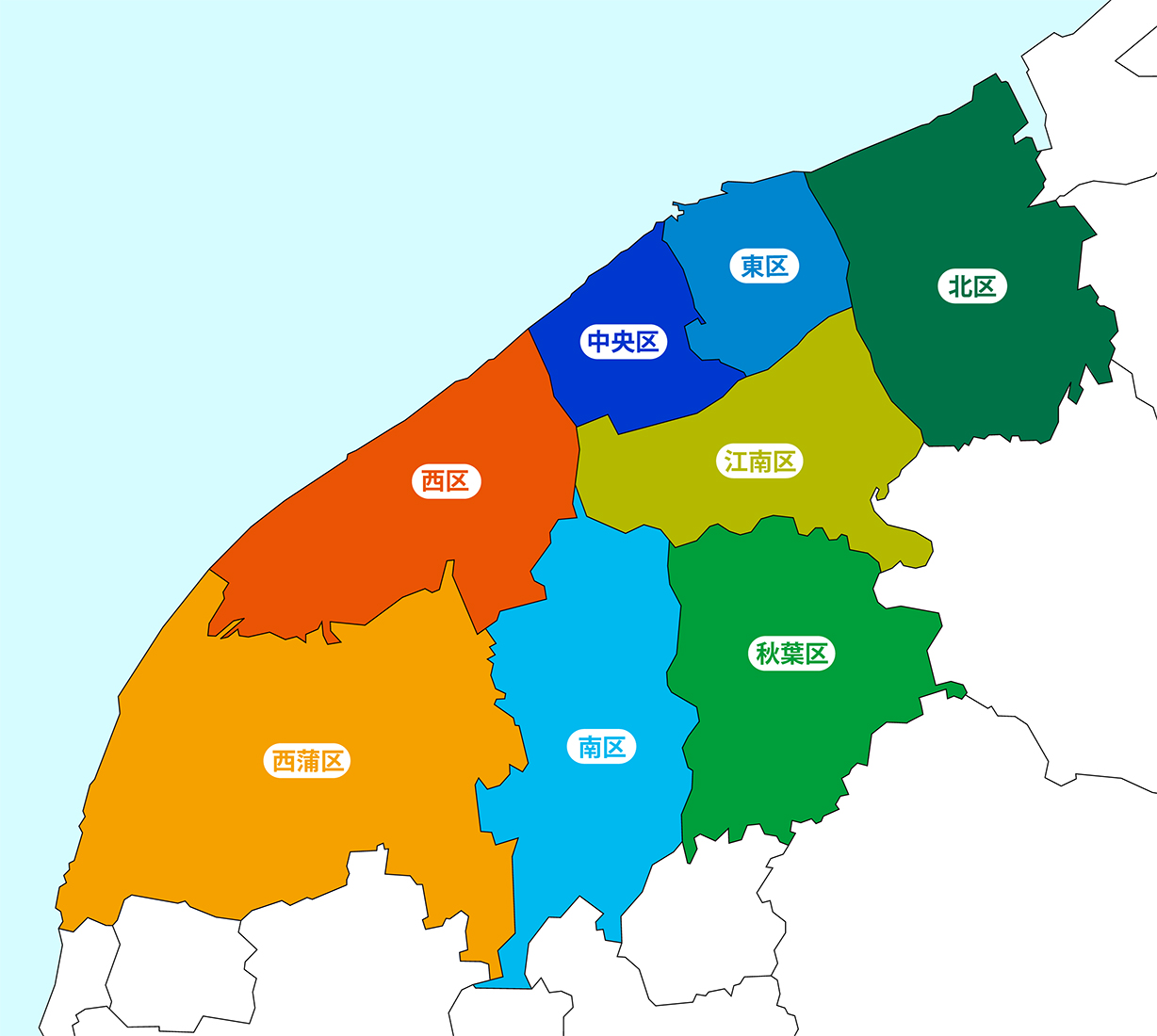
新潟市行政區劃圖

新潟在1889年設市，是日本最初設立的一批建制市之一。成立當時的新潟市的範圍僅大致相當於現在的中央區和東區。1914年，新潟市和沼垂町合併，這是新潟市首次和其他行政區進行市町村合併。此後新潟市亦在昭和期間進行過多次合併。平成期間新潟市先後進行三次合併，其中以2005年和鄰近12町村合併的規模最大。
在三次合併之前，新潟市的人口有501,431人，經過大規模市町村合併之後的新潟市人口突破80萬人，並以此在2007年4月1日升格為政令指定都市。現在新潟市分為8個行政區，市公所、市議會等市政中樞機構位於中央區。下為新潟市八區概況。
| 意象色   | 區名   | 日文原名 | 讀音 | 設立日期     | 面積 （平方公里） | 人口 （2018年6月推計） |
| -------- | ------ | -------- | ---- | ------------ | ----------------- | ---------------------- |
| ■ 自然綠 | 北區   |          |      | 2007年4月1日 | 107.72            | 74,676                 |
| ■ 水漾藍 | 東區   |          |      | 2007年4月1日 | 38.62             | 136,366                |
| ■ 水岸藍 | 中央區 |          |      | 2007年4月1日 | 37.75             | 183,308                |
| ■ 春意綠 | 江南區 |          |      | 2007年4月1日 | 75.42             | 68,475                 |
| ■ 花意綠 | 秋葉區 |          |      | 2007年4月1日 | 95.38             | 76,136                 |
| ■ 微風藍 | 南區   |          |      | 2007年4月1日 | 100.91            | 44,574                 |
| ■ 日落橘 | 西區   |          |      | 2007年4月1日 | 94.09             | 161,930                |
| ■ 嘉禾黃 | 西蒲區 |          |      | 2007年4月1日 | 176.55            | 56,126                 |
| 新潟市   | 新潟市 |          |      | 1889年4月1日 | 726.45            | 801,591                |

## 政治
在日本眾議院選舉中，新潟市中央區、東區、西區的大部分地區以及江南區、北區的部分地區，南區的小部分地區屬於新潟縣第1區；西蒲區全境和南區的部分地區，西區的小部分地區屬於新潟縣第2區；北區的部分地區屬於新潟縣第3區；秋葉區全境和江南區、南區的部分地區，北區、中央區、東區的小部分地區屬於新潟縣第4區。新潟縣第1區是唯一一個選舉區全境均為新潟市轄區的選舉區，並且是新潟市市中心的所在地。該區無特定支持黨派的選民較多，過往選舉中自民黨、民主黨（今國民民主黨）兩黨候選人交替當選。在2012年和2014年眾議院選舉時，自民黨候選人石崎徹當選新潟1區議員。但2017年眾議院總選舉時，民主黨的後繼政黨之一立憲民主黨候選人西村智奈美當選該選區議員，石崎徹通過比例代表復活當選。2021年眾議院總選舉延續了立憲民主黨候選人在小選舉區當選，自民黨候選人通過比例代表復活的局面。
新潟市最高行政首長為新潟市長，現任（第35任）為中原八一，他在2018年11月首次當選，並在2022年成功連任。全市最高立法機關為新潟市議會，設有議員51席，最近一次的改選為2019年，議員人數最多的黨派是有26名議員的翔政會。新潟縣議會中，新潟市選出的議員共有15人。新潟縣和新潟市在2011年共同提出了新潟州構想，目的是解除二重行政並加強地方自治權，但這一構想迄今沒有實質進展。

## 經濟

### 農業
新潟市地處沖積平原，地形平坦，適合開展農業。現在新潟市有農家12,690戶，農業就業人口19,068人，耕地面積33,200公頃，農業在新潟市經濟中仍佔據重要地位。新潟市的水田耕地面積和稻米產量高居日本所有市中首位。食料自給率達63%，是政令指定都市中的第一位。稻米是新潟市最主要的農產品，佔新潟市農業產出額的約六成。除了稻米之外，新潟市的鬱金香、盆花、毛豆產量也是日本前列。新潟市的漁業亦有一定規模，新潟港內設有漁港區。2014年，新潟市被指定為大規模農業的改革據點特區，日本政府期待通過強化農業和服務業的提攜來提高農業的競爭力。

### 工業

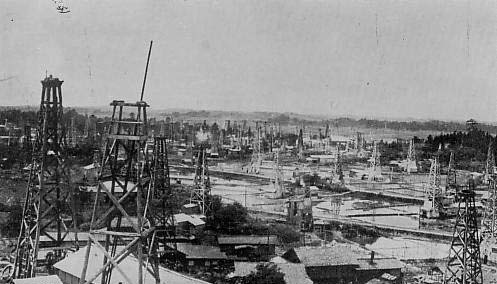
1930年代的新津油田

新潟市是日本海沿岸地區最大的工業都市之一。2014年，新潟市的工業生產額是11,221億日元，其中以食品製造業和化學工業佔比重最大，兩者合計佔據近半份額。發達的農業使得食品加工業成為新潟市工業中的強勢產業。由於新潟市是重要的稻米生產地，因此聚集了眾多米菓企業，如龜田製菓、栗山米菓、三幸製菓。新潟市內現在有約40處工業園，大多位於市域的東部和北部。值得一提的是，新潟市是日本罕見的石油產地之一。位於秋葉區的新津油田曾是日本最大的油田之一。現在新潟市附近地區仍有正在開採的油氣田。

### 服務業
作為日本海沿岸地區的交通和貿易據點，服務業在新潟市經濟中佔據最大比重。三大都市銀行都在新潟市內設有分行，並且新潟縣主要地方銀行之一的第四銀行總部位於新潟市。新潟市有約十分之一的人口在批發和零售行業就業。市內有「新潟三越」和「新潟伊勢丹」兩家百貨公司，均由新潟三越伊勢丹經營。新潟市近年旅遊業明顯成長。2015年，來訪新潟市的遊客數達2005.7萬人，首次超過了2000萬人。新潟市主要的觀光資源包括以岩室溫泉和多寶溫泉為代表的溫泉度假地、以佐潟為代表的濕地等貴重的生態景觀、日本海沿岸最大水族館之一的Marinepia日本海等。新潟市和其他日本海沿岸國家的貿易活動十分活躍，新潟市還被定為外國人創業活動的戰略特區，日本政府對外國人在新潟市的創業活動的管理更為寬鬆。

## 交通

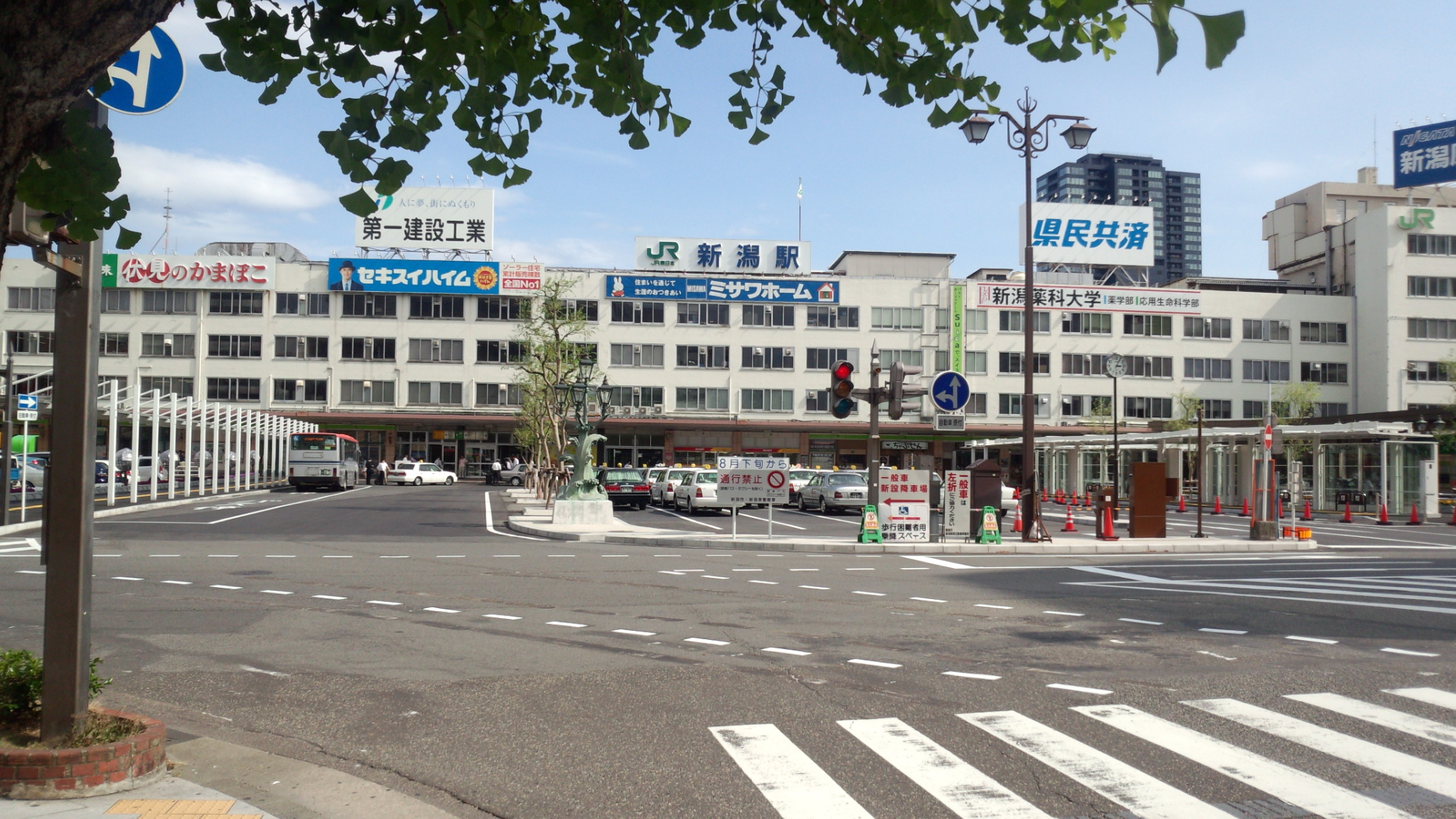
新潟站

新潟市是本州日本海沿岸地區的交通樞紐，但市內公共交通並不發達，市民平時的交通手段高度依賴汽車。新潟市的交通手段分擔率中，汽車佔近64%，而公共交通的鐵路和巴士合計只佔不到14%。新潟市內的鐵路服務全部由東日本旅客鐵道（JR東日本）運營。新潟車站和秋葉區的新津車站是新潟市的兩大鐵路交通樞紐。其中新潟車站是白新線、信越本線、越後線三條在來線的交匯點，並且也是上越新幹線的北端起訖點。新津車站則是信越本線、羽越本線、磐越西線三條在來線的交匯點，且車站西南有新津車輛製作所，生產鐵路客車。1982年上越新幹線的開通大幅改善了新潟和關東地方之間的交通。現在通過新幹線，自新潟市出發最快只需要不到1小時40分就可以到達東京。
新潟市沒有地鐵，市內的主要公共交通系統為公共汽車，主要營運者新潟交通公司不僅承擔大部分新潟市內的公交運行，亦運行有多條前往新潟縣外的高速巴士。2015年，新潟市新開通了BRT交通系統萬代橋線，希望能通過此舉改善市中心的公共交通。新潟市同樣也是高速公路交通樞紐。新潟中央系統交流道是北陸自動車道、日本海東北自動車道、磐越自動車道三條高速公路的分歧點。
新潟市同時擁有機場與港口。新潟機場位於東區阿賀野川河口附近，跑道全長2500米，是日本海沿岸的據點機場之一。現在新潟機場運行有7條日本國內航線和6條國際航線。2015年，新潟機場全年乘客數約有98萬人。值得一提的是，新潟機場的第一條國際航線是前往俄羅斯的哈巴羅夫斯克的航線，是日本少數冷戰時期運行有前往蘇聯的定期航班的機場。新潟港坐落於全市東北方，分為主要承擔客運業務的新潟西港、以及主要承擔貨運業務的新潟東港兩個港區。新潟東港擁有本州日本海沿岸最大的國際海上貨櫃中心，新潟西港則運行有前往佐渡島、北海道、敦賀市的客運航線。新潟港不僅被指定為特定港和特定重要港灣，也是本州日本海沿岸唯一的中核國際港灣。

## 教育文化

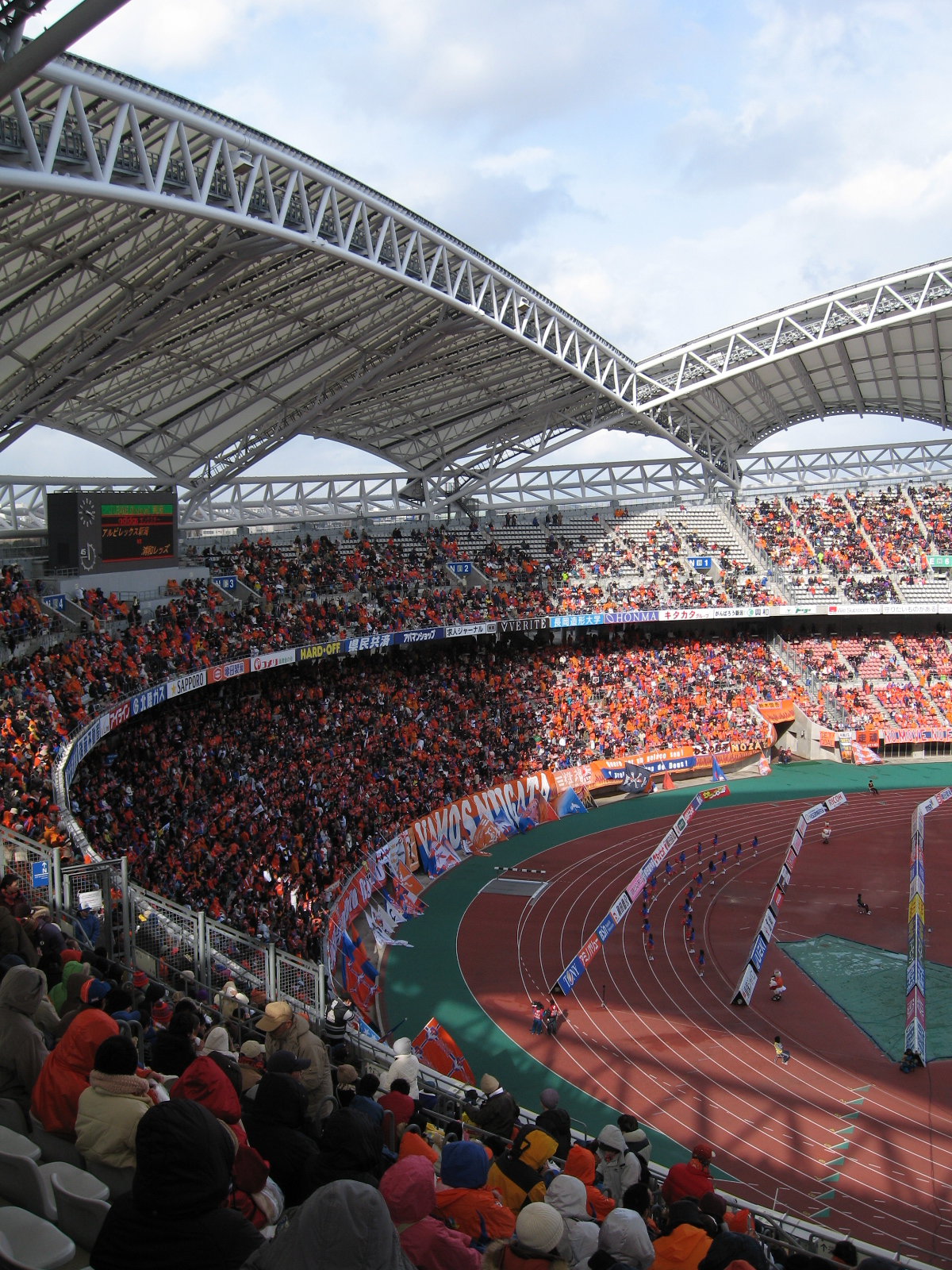
在新潟體育場支持新潟天鵝的球迷

新潟在江戶時代至明治時代通過北前船和近畿地方和交流密切，近代之後則因陸路交通的改善而和關東地方的關係大幅強化，使得新潟文化融合了東西日本的特徵。現在新潟市以成為文化創造都市為都市發展目標之一。新潟市使用的日語方言是新潟方言，特徵之一是和發音相同，但總體聲調和東京方言較為接近。新潟市的主要節慶活動包括每年八月上旬舉辦的新潟祭、每年6月30日至7月2日舉辦的蒲原祭、每年9月6日至8日舉辦的葛塚祭。新潟市最具代表性的傳統表演藝術是角兵衛獅子。總部位於新潟市的媒體包括新潟日報社、NHK新潟放送局、新潟放送、新潟綜合電視台、TV新潟放送網、新潟電視台21。
新潟市做為日本主要稻米產地之一，飲食文化極為發達。優質的稻米資源使得新潟市的日本酒和米菓品質卓越。新潟縣酒造組合每年在新潟市舉辦新潟淡麗酒之陣，展示銷售新潟名酒。新潟當地著名的特產食品有笹糰子、柿之種等。新潟市內的主要高等教育機構有國立新潟大學和公立新潟縣立大學。新潟大學是新潟縣內最大的綜合大學，校區所在的旭町地區因學校雲集而有「學校町」的別稱。新潟市的主要公立文化設施有新潟市美術館，由地主舊宅改建而成的北方文化博物館、擁有日本海沿岸最大天象儀的新潟縣立自然科学館。新潟市的職業體育隊伍有參加J1聯賽的新潟天鵝、日本最初的職業籃球俱樂部之一的新潟天鵝BB、參加棒球挑戰聯盟的新潟天鵝BC。新潟體育場竣工於2001年，是2002年世界杯足球賽的舉辦場地之一，現在是新潟天鵝的主場。竣工於2009年的新潟縣立棒球場是新潟首個全人工草皮棒球場，舉辦過職業棒球賽事。

## 姊妹、友好都市
新潟市和以下外國城市有姊妹、友好都市關係：
| 國家           | 城市                       | 締結日期       |
| -------------- | -------------------------- | -------------- |
| 美国           | 加爾維斯敦（得克薩斯州）   | 1965年1月28日  |
| 俄羅斯         | 伯力（哈巴羅夫斯克邊疆區） | 1965年4月23日  |
| 中华人民共和国 | 哈爾濱市（黑龍江省）       | 1979年12月17日 |
| 俄羅斯         | 海参崴（濱海邊疆區）       | 1991年2月28日  |
| 俄羅斯         | 比羅比詹（猶太自治州）     | 2005年3月21日  |
| 法國           | 南特（羅亞爾-大西洋省）    | 2009年1月31日  |

此外新潟市還和以下城市有交流關係：
- 蔚山廣域市（韓國）- 2006年9月21日簽訂交流協定
- 赫爾河畔京斯頓（英國）- 1963年開始交流

## 外部連結
- 新潟市官方網站 （页面存档备份，存于）（日語）（英文）（简体中文）（繁體中文）（俄文）（法文）
- 新潟市官方觀光資訊網站「Welcome to Niigata City」 （页面存档备份，存于）（日語）（英文）（简体中文）（繁體中文）（俄文）（法文）
- 新潟開港150周年官方網站 （页面存档备份，存于） - 新潟市公所架設（日語）